# Metacirolana neocaledonica
Metacirolana neocaledonica är en kräftdjursart som beskrevs av Bruce1996. Metacirolana neocaledonica ingår i släktet Metacirolana och familjen Cirolanidae. Inga underarter finns listade i Catalogue of Life.